# Ectinosoma balkanica
Ectinosoma balkanica is een eenoogkreeftjessoort uit de familie van de Ectinosomatidae. De wetenschappelijke naam van de soort is voor het eerst geldig gepubliceerd in 1992 door Apostolov.